# 伏魯寧體
在真菌學中，伏魯寧體（英語：Woronin body）得名自俄羅斯植物學家與真菌學家米哈伊爾·史蒂巴诺维契·伏魯寧，
是高等真菌的一種胞器，源於過氧化體，在顯微鏡下核心緻密，由一層膜組成，通常出現於將菌絲分割成不同細胞的隔膜附近。其主要功能是在受傷或老化時將隔膜孔（septal pores）堵住，以免細胞質流出。